# توماس تومسون (مؤلف أمريكي)
توماس تومسون (بالإنجليزية: Thomas Thompson)‏ (3 أكتوبر 1933، فورت وورث في الولايات المتحدة - 29 أكتوبر 1982، لوس أنجلوس في الولايات المتحدة)؛ صحفي وروائي أمريكي.

## روابط خارجية
- توماس تومسون على موقع IMDb (الإنجليزية)
- توماس تومسون على موقع تيرنر كلاسيك موفيز (الإنجليزية)
- توماس تومسون على موقع قاعدة بيانات الفيلم (الإنجليزية)